# Vita Vea
(en) Statistiques sur pro-football-reference
Tevita Tuliʻakiʻono Tuipulotu Mosese Vaʻhae Fehoko Faletau Vea dit Vita Vea, né le 5 février 1995 à Milpitas, est un joueur américain de football américain. Il joue nose tackle en National Football League (NFL).